# NEW STYLE LAUNDRY AQUA
NEW STYLE LAUNDRY AQUA（ニュー・スタイル・ランドリー・アクア、または単にAQUA［アクア］とも）は、三洋電機（2008年4月1日以降は子会社の三洋アクア（現：アクア))が製造・発売していた洗濯乾燥機のブランド名である。

## 沿革
2006年春にドラム式洗濯乾燥機として第1号機を発表。2010年10月から発売されている現行のドラム式洗濯乾燥機は第5世代である。また、同年5月にはドラム式のノウハウを生かした縦型の洗濯乾燥機も発売されている。21世紀に入って三洋が発表した家電のうちでは、エネループ、ウイルスウォッシャー、マラソンサイクロンと並んで、独自の開発力と、消費者からの人気を誇っており、同社の省エネルギー製品の筆頭格として挙げるべき存在である。
三洋電機（以下、三洋）は、戦後における家庭用洗濯機のパイオニアであるとともに、業務用（コインランドリー用およびクリーニング店用）洗濯乾燥機の日本国内のシェアにおいて多くを占めている。AQUAには、それらの長年にわたる開発を通じて蓄積された先進的な技術力が投入されており、オゾンを洗濯やデオドラント・浄水に利用するエアウォッシュ機能や（産業技術総合研究所と共同開発された）アクアループ機能に、三洋独自の最先端技術が活かされている。水リサイクル機能による抜群の節水率、洗剤ゼロコース、カビガードコース、スチーム乾燥といった画期的な性能は、他社の追随を許さない。オゾンによるこれらの除菌・消臭性能については、日本食品分析センターの試験によって、確かな効能が確認されており、各テレビ局など、マスコミが独自に分析・検証した結果でも、かなりの効果が期待できるとされている。
また、2008年4月1日に三洋電機テクノクリエイトの業務用洗濯機器事業と三洋電機の家庭用洗濯機器事業を統合して発足した三洋アクア株式会社の社名はこのAQUAに由来している。
2006年10月30日に新日本様式協議会により、「新日本様式百選」の一つに選定された。
なお、三洋電機がパナソニックグループに入り、「SANYO」ブランドで発売されていた製品が順次「Panasonic」ブランドに移行したが、「AQUA」が属する洗濯機はパナソニックでは扱わず、三洋で発売されていた「AQUA」全モデルの生産が終了された。その後、中国のハイアール・グループへ売却され、三洋アクアもハイアール・グループの傘下に入り、2012年1月5日にハイアールアクアセールス（現：アクア）に商号変更された。移管後は同社が発売する洗濯機（同時に移管された冷蔵庫を含む）はすべて「AQUA」のブランド名を用いており、ブランドロゴも三洋時代から継続して使用されている。

## 製品の変遷

### 2006年モデル
- AWD-AQ1（洗濯9kg/乾燥6kg）

AQUAが発表された最初の年は、ななめドラム搭載のフロントインタイプ（AWD-AQ1）と、たてドラム搭載のトップインタイプ（AWD-GT962A）の2機種が販売された。トップインタイプにもエアウォッシュ機能が付けられたが、形状や構造からアクアループ機能は付かず、「AQUA」の愛称も付けられなかった。それでもフロントインタイプよりも小ぶりで安価であったため、設置しやすさも相俟ってそれなりに需要があった。ただし2007年2月に、発火事故を起こしていたことが新聞各紙によって報道されて廃番商品となり、店頭ではその後ほとんど販売されていない。

### 2007年モデル
- AWD-AQ100（洗濯9kg/6kg）
- AWD-AQ2000（洗濯9kg/乾燥6kg）

トップインタイプが製造中止に追い込まれたことにより、三洋は臭い取り性能で話題を集める戦略よりも、水資源の保全という特色を強調する戦略に変更を余儀なくされた。しかし新商品は新たな戦略にふさわしい特色を備えることになり、たとえば、初代から搭載されている最終すすぎ水を浄化して再利用する「アクアループ」を発展し、風呂水も除菌・浄化させる「アクアループ・ワイド」に進化したことである。
とりわけ変更点が多いのがエアウォッシュである。1時間の連続使用ができるハイパワーコースが搭載されたこと、また（前年のソフト乾燥コースが低温乾燥コースに変更されたことに伴い）エアウォッシュの温度も前年の熱風から温風に切り替わったことにより、前年モデルでは対象にすることのできなかった絹製品や皮革製品も洗浄できるようになった。ゆえにAQ2000では、この機能に「エアウォッシュ・ワイド」という呼称が採用されている。そのほかに、液晶パネルの「教えてウィンドウ」により、ボタンの操作性が向上したことも、前機種のAQ1000と異なる点である。
あわせて、AQ1の基本機能を継承しつつ、高さを低く（111.9cm）し、48分のスピード洗濯を可能にした普及モデルAQ100を発売した。

### 2008年モデル
- AWD-AQ150（洗濯9kg/乾燥6kg）
- AWD-AQ2500（洗濯9kg/乾燥6kg）
- AWD-AQ3000（洗濯9kg/乾燥6kg）

2008年モデルのAQ3000では洗濯工程で落としきれなかったしつこい皮脂汚れをすすぎ工程時にオゾンを注入することですすぎ水をオゾン水に変化して皮脂汚れを分解する「オゾンすすぎ」を追加。この「オゾンすすぎ」は普通に洗濯をするだけで洗濯槽内の防カビ対策にも効果を発揮する。また、エアウォッシュにも改良を加え、「エアウォッシュ3.0」に進化。衣類の状態やニオイレベルに合わせ、10分～60分の10分刻みで細かく設定できるようになり、設定は本体にある「エアウォッシュ」ボタンと本モデルから新設されたジョグダイヤルで簡単に操作できるようになった。また、新DDモーターの採用により、脱水時約35dbの低騒音も実現した。普及モデルのAQ150は夜や早朝の洗濯に最適な「ナイトモード」が新設された。

### 2009年モデル
- AWD-AQ350（洗濯9kg/乾燥6kg）
- AWD-AQ4000（洗濯9kg/乾燥6kg）

高級モデルAQ4000はの無声放電方式の新型オゾン発生器を採用したことで、AQ3000で初採用した「オゾンすすぎ」はオゾン水の濃度がAQ3000の2倍となり、最終すすぎのみでも十分に効果を発揮できるようになった。合わせて、1回目のすすぎをためすすぎからドラムを高速回転させながらすすぎ水を衣類へ浸透させる業界初の高速シャワーすすぎに切り替えたため、高い洗浄力を保ちながらら、節水と時間短縮を実現し、洗濯時間は約39分となった。また、エアウォッシュについても約15分で除菌・消臭ができる「エアウォッシュα」に進化した。普及モデルのAQ350でも高速シャワーすすぎの採用により、節水性能が向上された（AQ150に比べ、9kg洗濯時で約8ℓ、6kg洗濯乾燥時で約27ℓ節水）。

### 2010年モデル
- AWD-TQ80（洗濯8kg/乾燥4.5kg）
- AWD-TQ900（洗濯9kg/乾燥5kg）
- AWD-AQS3（洗濯9kg/乾燥6kg）
- AWD-AQ380（洗濯9kg/乾燥6kg）
- AWD-AQ4500（洗濯9kg/乾燥6kg）

2010年モデルはドラム式でのノウハウを生かした縦型タイプTQ80/TQ900を新設。縦型タイプでは深い洗濯槽に着目し、「エアウォッシュ」は新開発の「エアウォッシュハンガー」による吊り下げ式を採用。小物などはハンガーを使わずにそのまま洗濯槽の底に置くことができる。また、「オゾンすすぎ」や「アクアループダイレクト（TQ900のみ）」といったドラム式の機能を採用するとともに、乾燥においては業界で初めて水道水を使わず、循環した空気を使う除湿乾燥方式「エアループ乾燥」を搭載した。
この後に発売されたドラム式タイプのAQ380/AQ4500は毛布などの大物にも対応できるようにドラム回転数を上げ（約50回転→約70回転）てオゾンをまんべんなく行き渡るようにし、内部温度を約50℃以上/30分以上にキープしてダニも死滅させる「エアウォッシュ毛布コース」を新設。さらに花王の「アタックNeo」やライオンの「トップNANOX」等の超コンパクト液体洗剤向けにすすぎ1回に自動設定した「ECO標準コース」も新設。このコースは標準コースでは"すすぎ2"に行う「オゾンすすぎ」を"すすぎ1"に行うことで洗浄力を保ちながら節水・節電・時間短縮に貢献する機能である。

## 特色
日本国内で販売されているドラム式洗濯機の中では、幅が63.6cmと細身の設計となっているが、初期のモデル（AWD-AQ1/AQ2000/AQ2500）は立ったままで洗濯物の出し入れができる「キッチンワークスタイル」を取り入れたために、高さが120.9cmと長身でもあったため、水道の蛇口、棚、窓などの高さいかんによっては、設置することが難しく、購入希望者は、時に水周りの工事をせざるを得なくなっていた。その後、AQ2000と同時期に登場した普及モデルAQ100は設置性を高めるため、高さが111.9cmと低く設計されており、また、高級タイプにおいても2008年モデルのAQ3000はコンパクト化によりAQ100と同じ高さとなった。

### アクアループ
最終すすぎ水を使い捨てにせず、本体下部に存在する貯水タンクに溜めてオゾンで浄水し、次回からの洗濯に利用するという「水循環システム」。洗濯機本体で水資源を循環させ、再利用することができる。さらに2007年モデルからは、風呂水ポンプで取った残り湯も漂白・除菌するようになった。風呂水の再利用は気持ちが悪いと思う消費者にとっては、衛生面で安心できるというメリットがある。ただし、入浴剤を利用している場合は、薬剤によってはアクアループで分解できないこともあるため、確認が必要である。
2006年モデル（AWD-AQ1000）では、最大容量の洗濯・乾燥において、水道水が30ℓあれば残りの約50ℓはリサイクル水（最終すすぎ水を浄化したもの）で洗濯・乾燥までまかなうことができる。それに対して2007年モデル（AWD-AQ2000）では、利用者が水道水コース、リサイクル水併用コース、浄化風呂水併用コースの3つから選択できるようになり、なかでも浄化風呂水併用コースの場合は、仕上げすすぎに水道水を用いるか、貯水タンクからの浄化水を再利用するかも選択することができる。後者を選んだ場合、水道水は呼び水としての8ℓのみで間に合い、残りの約70ℓはリサイクル水と浄化風呂水でまかなう。
なお、購入して初めてアクアループを使うとき、貯水タンクの中はもちろん空である。したがって（AWD-AQ2000の場合に）最初のときは、自動的に約30ℓの水道水で洗濯しながら、それと同時に風呂水の浄化を行なった後で、浄化風呂水をすすぎ水として再利用するようになる。このため風呂水の採取と浄化にかかるアイドリング時間はほとんど心配しなくてよい。
2008年モデル（AWD-AQ3000）では水路設計の構造を見直し、洗濯槽内で直接風呂水の浄化を行う「アクアループダイレクト」に進化。これにより、使用水道水が約7ℓまで節水された。さらに、構造見直しで浄化ポンプが無くなったため、本体がコンパクト化され、設置性の向上にも貢献されている。2009年モデル（AWD-AQ4000）ではさらに、給水ポンプを起動するのに必要な呼び水工程と初期給水工程も見直したことで、使用水道水が約5ℓとなった。
なお、この「アクアループ」はドラム式並びに縦型タイプの高級機種のみに搭載される。

### エアウォッシュ
AQUAを人気商品に押し上げた最大要因の一つ。靴やぬいぐるみ、制服や枕といった、なかなか洗うことのできないものを、家庭内で手軽に除菌・消臭できるという機能である。注意すべき点は、あくまで洗えないものについて除菌・消臭を行うものであり、シミや汚れのように有水洗浄を必要とするものには効果がない。
水を使わない除菌洗浄コースを充実させているドラム式洗濯機はほかに、日立製作所のビッグドラムと三菱電機のムービングドラムしかない。どちらも除菌・消臭のために洗濯物に熱風をかけ、匂い成分を揮発させて（もしくはバクテリアを死滅させて）脱臭フィルターで漉し取るという方式をとるのに対し、三洋のエアウォッシュは、オゾンの高い殺菌力・浄化力によって洗濯物の軽い汚れや匂い成分を分解する。したがって、エアウォッシュ方式による除菌・消臭には、工程終了後に洗濯物を槽内に放置しておいても、匂い成分の逆戻りがほとんどありえないのに対して、日立の「ナノチタン消臭・棚乾燥」方式や三菱の「デオドライ」方式は、洗濯槽の温度が下がるにつれて、匂い成分が逆戻りする余地を若干残している（ただしいずれも、洗浄完了後ただちに取り出すならば、そのような懸念は避けられる）。
ただしAQUAについては、とりわけネット書き込みなどにおいて、「エアウォッシュでオゾン臭が付着する」といった批判的な指摘も間々なされている。特に2006年モデルでは、指摘された刺激臭が本当にオゾン臭だけなのか、つまり、30分では分解し切れなかったにおい成分が出て来ているのか（もしそうだとすればオゾン臭と混じっているのか）が問題視された。それを受けて2007年モデル（AWD-AQ2000）からは、ハイパワーコースによって、デオドラントをより強力に徹底させる方向でひとまずの改良が施された。
さらに、2009年モデル（AWD-AQ4000）では新型オゾン発生器の搭載により約30分から約15分に短縮され、さらに、「クイック消臭」なら約8分でスピード消臭できるように改良。
また、2008年モデル（AWD-AQ3000）の発売時には、ブーツなど筒状のものに効果的にオゾンをいきわたらせることができる専用部品「エアウォッシュ アタッチメント（SW-AIR-1）」を同時発売。このアタッチメントはAQ150/AQ3000だけでなく、どの世代のAQUAにも使用することができる。

### スチーム乾燥
乾燥の仕上げに、100℃以上のスチームを洗濯物全体に浸透させ、静電気の発生を、ほぼ完璧にと言いうる率でカットすることができる。これによって、洗濯物を取り出したときに、衣類同士のはり付きを抑えることができるだけでなく、衣類が帯電して空気中の埃や塵を引き寄せることのないようにしている。なお、スチームの温度が100℃を超えているため、水蒸気によって衣類が濡れるという心配はない。

### ななめバッフル
ドラム式洗濯機には、洗濯中や乾燥中の衣類同士のからみつきを防止するため、バッフル（baffle）と呼ばれるレール状もしくは柵状のガイド（水流調節板）がドラムの中に固定されている。
多くのメーカーが細長い直線状のバッフルを付けているのに対して、AQUAに付いているのは幅広いバッフルで、しかも波打ったような傾斜によってえぐられている。からみつき防止や偏り防止もさることながら、ななめドラムの遠心力によって衣類が少ない洗浄液からせり出てくることと、洗い残しや洗いムラができることとを防ぐために、三洋は斜線（または曲線）つきのバッフルを採用したのである。結果的に、すべての洗濯物が洗浄液の中にしっかり漬かったまま、少ない水量の中を前後に循環（撹拌）できるようになり、洗浄力を向上させることにも役立っている。

### カビガード
ドラム式洗濯機は、タテ型洗濯機とは異なり、少なめの水量で洗うことから洗浄液が高濃度になるうえ、スペース上の理由などから蓋を開けっぱなしにして洗濯槽の外側に空気を取り込むことが難しい。結果的に洗濯槽内は密封されて、蒸れやすくなる。そのためドラム式の洗濯槽は、カビにとって絶好の餌場になりやすく、使用日数が経つにつれて、洗濯物の汚染や臭いの原因となる。おのずとタテ型に比べてドラム式洗濯機は、一般的に、液体クリーナーによる頻繁な槽洗浄・槽乾燥が必要になる（ただし三菱電機のムービングドラムは、タテ型構造に加えて、マイクロバブルによるカビ洗浄機能を搭載しているため例外である。ちなみにAQUAは、有水洗浄による洗濯方式にマイクロバブルを採用し、衣類の汚れの逆戻りを防いでいる）。
そのような中でAQUAは、オゾンによるカビ殺しの性能を搭載して、槽洗浄の手間ひまを省いているだけでなく、液体クリーナーの購入も不要にしている。（のみならず、オゾンによる洗浄方式やエアウォッシュ、オゾンすすぎ（2008年モデル以降）を利用していれば、自然にオゾンが洗濯槽の内と外に振り撒かれるため、結果的にかびにくい構造になっているといってよい。）

### 右開きドア
2006年12月に松下電器（現:パナソニック）に追随されるまで、AQUAは通常の左開きドアと、右側に蝶番のついた右開きドアのいずれかを選択できる唯一の機種であった（松下はさらに、左開きドアにカラーバリエーションをつけるという点まで踏襲している）。
三洋がこのような扉を開発したのは、洗濯機置き場の室内配置と、利用者の利き手を考慮してのことであった。

## 問題点と今後の課題

### パブリシティと報道
「洗濯機は有水洗浄や溜め洗い」という常識にとらわれない特色から、とりわけ初号機が発表された2006年においてAQUAは、テレビ番組によって興味本位の偏った取り上げ方がなされてきた。AQUAにこめられた三洋電機の「Think GAIA（地球環境や水資源の保全への取り組み）」という企業理念やメッセージが、マスコミに取り上げられるようになったのは、2007年になってからである（なお、「Think GAIA」はパナソニックグループ入りに伴い、2010年4月で運用を取りやめている）。それでも、AQUAの普及が進んで落ち着くまでは"無水洗浄"や"臭い取り"といった特徴が独り歩きしていた。

### 商品展開
トップインモデルが発火事故によって生産中止に追い込まれてから、長らく、フロントインモデルのみが製造されていた。よりコンパクトなデザインの他社製品（とりわけ脚幅の狭い東芝製品）に比べると、設置や移設に難があり、転勤族にとって有難くない商品となっており、一方で一部の消費者からは、搬入経路や設置場所の確保といった観点から、小型モデルの開発を求める声も上がりつつあった。
このこともあり、2010年5月にAQUAのラインナップに縦型が追加された。高さは101.5cmとドラム式タイプよりも10.7cm（現行モデルのAQ4500比）低くなっているほか、容量に関してもこれまで設定されていなかった8kgタイプが新設されており、ラインナップの拡大が図られている。

### ハイアールアクアセールス移管後の製品展開
前述のとおり、三洋が製造・販売していた「AQUA」は2011年に全モデルの生産を終え、同製品を製造していた三洋アクアはハイアールアクアセールスに商号変更され、「AQUA」は同社が扱うすべての製品（冷蔵庫・洗濯機など）のブランド名として用いることとなったが、三洋で発売されていた「AQUA」に近い機種は同社へ移管後も洗濯乾燥機として設定されている。
縦型タイプのAQW-TJ900Aは三洋で発売されていたAWD-TQ900の後継機種にあたり、「エアウォッシュα」・「アクアループダイレクト」・「オゾンすすぎ」・「エアループ除湿乾燥」と、前機種に搭載されていた主要機能をすべて搭載している。一方、ドラム式のAQW-D500については「アクアループループダイレクト」が非搭載になっていることから、三洋で発売されていたAWD-AQ380の後継機種にあたり、「エアウォッシュ毛布コース」、「高速シャワーすすぎ」、「eco標準コース」は前機種から継続搭載されている。
2012年6月に発売されたAQUAでの2代目モデルとなるAQW-DJ6000はドラム式洗濯乾燥機として初めて、ドラム内部に洗濯板状のバッフルを3枚配置することで手で揉んだり、擦ったりするように丁寧に洗うことが可能になったことで繊維の奥の頑固な泥汚れまでしっかり落とし、タオルのパイルを起こしながら洗うので天日干しでもゴワつきが抑えられる（なお、2013年モデルからは「トリプルアタック洗浄」という名称がつけられる）。さらに、AWD-D500では非搭載となっていた「アクアループダイレクト」や「エアウォッシュα」が新たに搭載され、三洋で発売されていたAWD-AQ4000に近い仕様となった。
2013年5月にはAQUAでの3代目モデルとなるAQW-DJ6100を発売。ドラム式洗濯乾燥機で初めて、オゾン水を用いた自動おそうじ機能を新搭載。すすぎ水にマイクロバブル化したオゾンを注入することでオゾン水に変化。最終すすぎの工程で水量を約4L追加し、すすぎ工程を行いながらドラムの隅々まで汚れを洗浄し、除菌・黒カビ発生の抑制効果がある。すすぎと自動おそうじを同時進行で行うので洗濯時間は自動おそうじを設定しない場合と同じである。
同年10月にはAQUAブランド移行後初めて縦型モデルがモデルチェンジされた。
同年11月に発売されたAQUAブランド4代目のAQW-DJ7000ではグローバル向け製品や日本国内での業務用洗濯機での独自技術を活かし、洗い工程時にヒーターで水温を上げる（水温センサーでドラム内の水温を測った後、最大50℃まで5℃刻みで設定が可能）ことで、脂汚れを溶かし、洗剤の酵素を活性化させることで黄ばみなどの頑固な汚れを落とす「お湯洗い（追いだき）」機能を新たに搭載。さらに、既搭載の「アクアループダイレクト」は「水道水ゼロ」設定時、最初に使用するときは呼び水に使用する約3Lのみとなり、2回目以降に「アクアループダイレクト」の「水道水ゼロ」を設定した場合、洗濯の全工程をお風呂の残り湯だけで賄えるようになった。自動おそうじ機能はドラム回転数をアップすることでよりすみずみまで汚れを洗い流し、さらに、洗濯終了後に約20分の「エアウォッシュ」運転も行うことでドラムをより一層清潔に保つことができるようになった。「おしえてウィンドウ」は液晶サイズをAQW-DJ6100の約2倍の大きさとなり、大きな文字と絵でよりわかりやすく操作をアシストできるようになった。
しかし、2014年以降は新型が発売されなくなったため、これがAQUAの系譜を持つ最終機種となってしまい、ハイアールアクアはドラム式洗濯機から撤退した。
2011年モデル
- AQW-D500（ドラム式・洗濯9kg/乾燥6kg）
- AQW-TJ900A（縦型タイプ・洗濯9kg/乾燥5kg）

2012年モデル
- AQW-DJ6000（ドラム式・洗濯9kg/乾燥6kg）

2013年モデル
- AQW-DJ6100（ドラム式・洗濯9kg/乾燥6kg）
- AQW-DJ7000（ドラム式・洗濯9kg/乾燥6kg）
- AQW-TJ900B（縦型タイプ・洗濯9kg/乾燥5kg）